# 614
614 (DCXIV) var ett normalår som började en tisdag i den julianska kalendern.

## Händelser

### Okänt datum
- Iriska munkar grundar Sankt Gallen.
- Diocletianus palats skadas av avarerna vid deras plundring av Salona.

## Födda
- Aisha, en av Muhammeds hustrur. (detta år eller 613).
- Nakatomi no Kamatari, japansk statsman

## Avlidna
- Ceraunus, biskop i Paris.
- Riderch I, kung av Strathclyde.